# Роберто Марселіно Ортіс
Ха́йме Хера́рдо Робе́рто Марселі́но Марі́я Орті́с (ісп. Jaime Gerardo Roberto Marcelino María Ortiz, *24 вересня 1886 — †15 липня 1942) — аргентинський політик, який займав посаду президента Аргентини у 1938—1942 роках.